# Cerkiew św. Pokrowy w Buczaczu
Cerkiew Świętej Pokrowy (Opieki Najświętszej Bogurodzicy) – zabytkowa greckokatolicka cerkiew parafialna w kształcie greckiego krzyża w Buczaczu, w obwodzie tarnopolskim.

## Historia
5 września 1755 r. właściciel Buczacza Mikołaj Bazyli Potocki zapisał fundusz dla cerkwi. Jego fundację 5 września 1784 r. pomnożył kolejny właściciel Buczacza Jan Potocki, starosta kaniowski.
Obecna, murowana świątynia powstała ok. 1755 lub 1764 r. z fundacji Mikołaja Bazylego Potockiego. Zbudowana obok starej drewnianej cerkwi (istniała już w 1708) na byłym przedmieściu buczackim.
26 lub 29 lipca 1865 cerkiew została zniszczona przez pożar.
Polski naukowiec, dr. hab. Jan K. Ostrowski (obecnie dyrektor Zamku Królewskiego na Wawelu) twierdził, że jej architektem był Szilcer, według ks. Sadoka Barącza, komendant fortecy stanisławowskiej, budowniczy kościołów ormiańskich w Iwano-Frankiwsku i Tyśmienice. Ukraiński naukowiec Mychajło Stankewycz sugerował, że mógł być jej architektem Bernard Meretyn.
Jan K. Ostrowski uważał, iż autorem figur w cerkwi był artysta – jeden z członków warsztatu buczackiego, który wykonał figury w ołtarzach bocznych kościoła w Buczaczu oraz, być może, drzwi (wrota) diakońskie ikonostasu cerkwi. Także ten badacz przypuszczał, że prawdopodobnie, Antoni Sztyl mógł być autorem figur ołtarza głównego w cerkwi.
Ukraiński badacz i rzeźbiarz Dmytro Krwawycz (Дмитро Крвавич) uważał, iż autorem figur w ołtarze głównym w cerkwi był Michał Filewicz. Także ten badacz zgodził się z atrybucią, że Franciszka Olędzkiego należy uznać za autora rzeźb na wrotach diakońskich ikonostasu cerkwi. Równocześnie Krwawycz uważał, że Olędzki zrealizował projekt Jana Jerzego Pinzla, który nadzorował za jego zrealizowaniem.
Ołtarz główny ma dwie zmienne ikony.
W 1990 podczas prac wykopaliskowych mających na celu wydobycie dzwonów z piwnicy cerkwi, znaleziono w niej szczątki 148 osób (w tym dzieci) – ofiar NKWD. Ofiary zostały pochowane w grobowcu obok cerkwi.

### Parochowie
ks. Jakiw Borysykewycz, Mychajło Kuryłowycz (moskalofił), Wołodymyr Szafran (ob.)